# Londorfer Kapelle

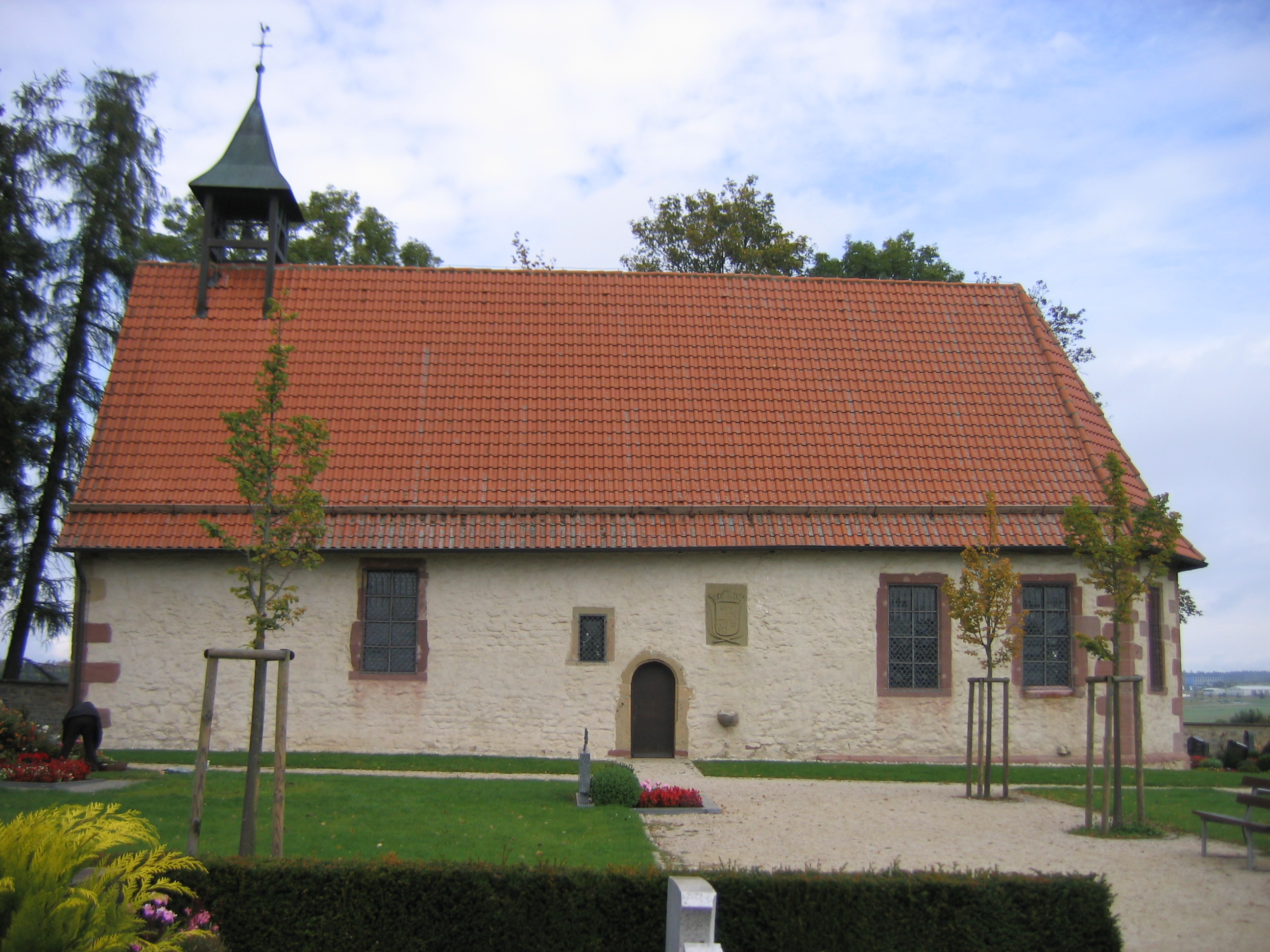
Londorfer Kapelle, Südseite

Die katholische Londorfer Kapelle auf der Gemarkung Vollmaringen (heute Stadt Nagold) im Landkreis Calw, Baden-Württemberg, ist eine im Kern romanische Kapelle. Sie liegt fast exakt im geographischen Mittelpunkt zwischen den Gemeinden Iselshausen, Mötzingen und Vollmaringen in freier Landschaft und ist von einem Friedhof umgeben, der von der Vollmaringer Kirchengemeinde genutzt wird.

## Geschichte
Die Kapelle war früher die Kirche des Dorfes Londorf, das heute nicht mehr existiert. Im westlichen Teil des Kirchenbaus haben sich noch Reste des romanischen Mauerwerks erhalten. Im 15. Jahrhundert wurde die Kapelle nach Osten verlängert und mit einem polygonalen Ostschluss versehen. In der Kapelle befindet sich ein spätgotisches Holzbildwerk und die Nachbildung des Dreifaltigkeitsbildes von Albrecht Dürer. Außerdem hat sich noch eine Grabplatte aus dem Jahre 1424 erhalten, die für den Menloch von Dettlingen, genannt der Flähinger geschaffen wurde. Die Ritter von Dettlingen waren die Ortsbesitzer der nahe gelegenen Gemeinde Vollmaringen.

## Galerie

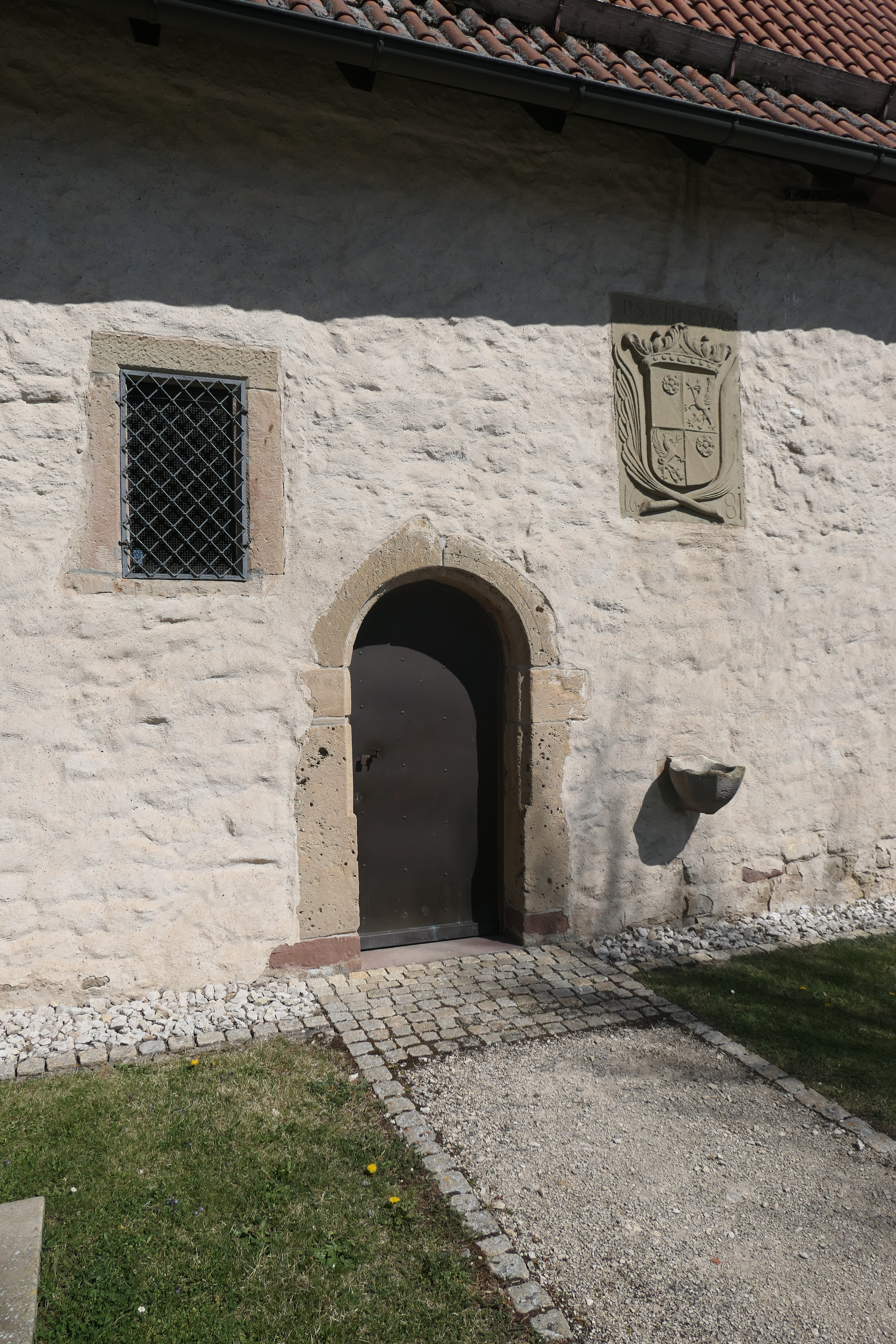
Londorf Portal
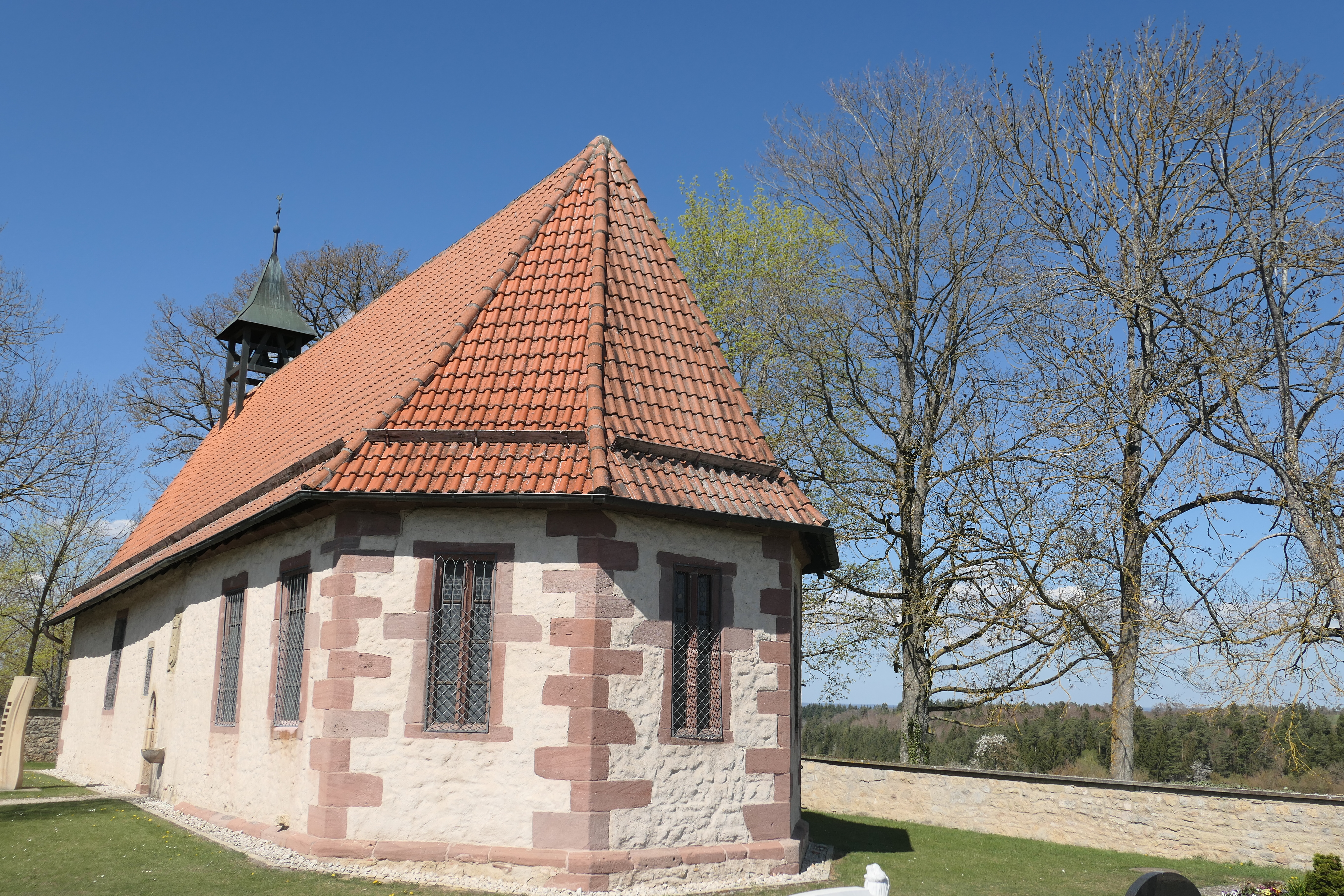
Londorf Chor
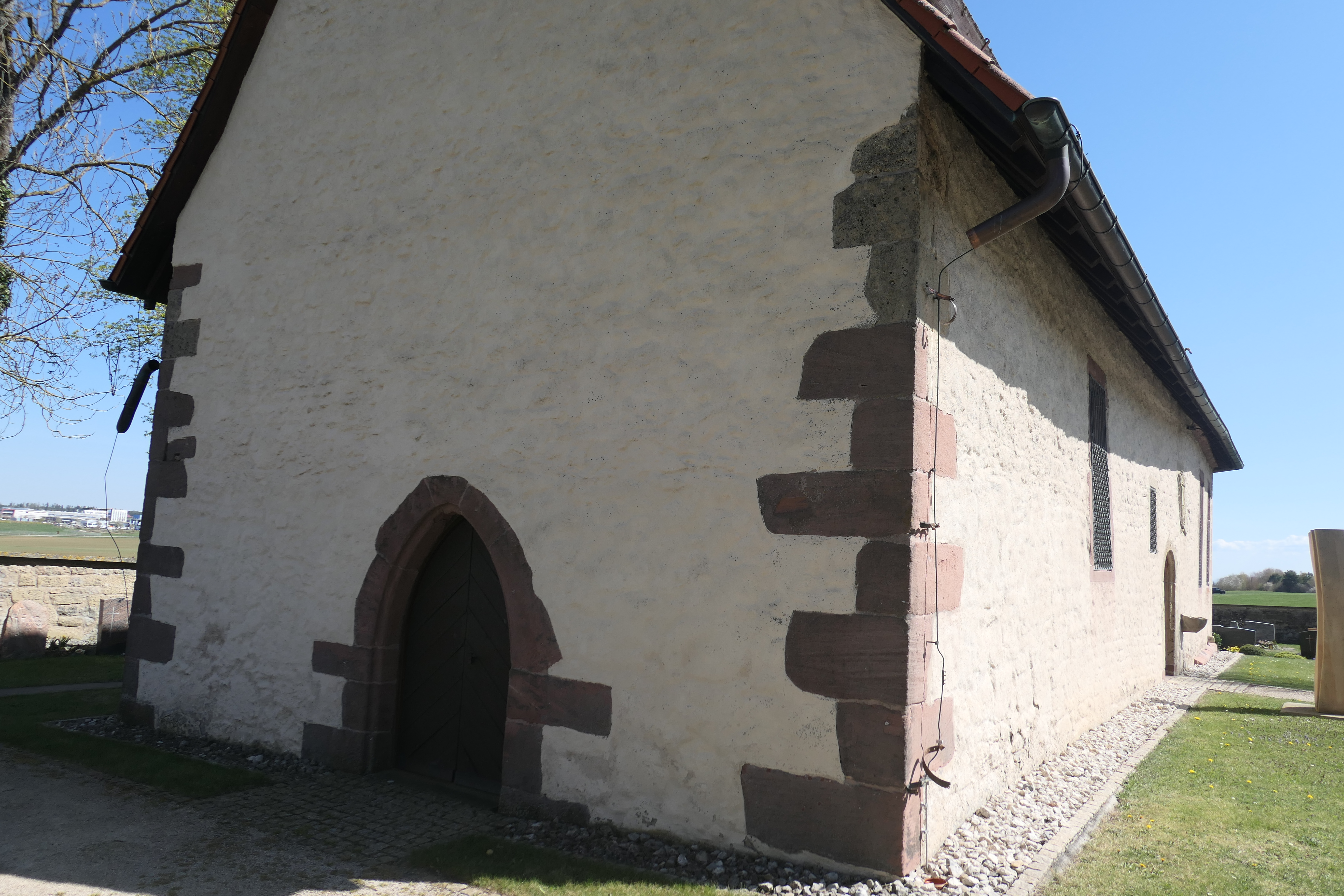
Londorf West

## Einzelnachweis
1. ↑  Adlige Dettling-Wappen in Deutschland und Frankreich (Elsass) (Memento vom 27. September 2014 im Internet Archive)